# Laurent Lafforgue
Laurent Lafforgue (6 de noviembre de 1966 (58 años) es un matemático francés nacido en Antony, Francia.

## Biografía
Entró en la Escuela Normal Superior de París en 1986. En 1994 recibió su PhD en el grupo de aritmética y geometría algebraica de la Universidad de París-Sur. Actualmente es director de investigación en el CNRS, desvinculado de su plaza de profesor permanente de matemáticas en el Institut des Hautes Études Scientifiques (I.H.E.S.) en Bures-sur-Yvette, Francia.
En 2002, en el Congreso Internacional de Matemáticos de Pekín, China, recibió la Medalla Fields junto con Vladimir Voevodsky. Lafforgue ha hecho importantes contribuciones al Programa Langlands en el campo de la teoría de números y el análisis. Concretamente demostró las conjeturas de Langlands para 
GLn sobre campos de funciones. La contribución crucial de Lafforgue para resolver esta cuestión es la construcción de compactificaciones de ciertas pilas de módulos de shtukas. La monumental demostración es el resultado de más de seis años de esfuerzo concentrado.
Recibió el Clay Research Award en 2000. 
Recientemente ha dedicado parte de su tiempo a discutir sobre el sistema educativo francés, tomando una posición crítica ante lo que él llama "lo pedagógicamente correcto".